# Inti + Quila Música en la memoria
Inti+Quila. Música en la Memoria.Juntos en Chile es un álbum en vivo de las bandas chilena Inti-Illimani Histórico y Quilapayún que ilustra el sentimiento de un reencuentro con su patria y con su gente, De ahí el nombre tan elocuente del concierto: Juntos en Chile.

## Lista de temas
CD 1
1. "Palimpsesto" (Patricio Manns, Horacio Salinas) – 5:55
2. "El Tinku" (Folklore boliviano) – 3:52
3. "Tatatí" (Salinas) – 3:29
4. "Simón Bolivar" (Rubén Lena) – 2:55
5. "Cándidos" (Eugenio Llona, José Seves) – 4:34
6. "Danza di Calaluna" (Salinas) – 5:13
7. "Medianoche" (Manns, Salinas) – 4:10
8. "La Exiliada del Sur" (Violeta Parra, Manns) – 4:29 (con Los Bunkers)
9. "El Arado" (Víctor Jara) – 5:34 (con Mecánica Popular)

CD 2
1. "Canto Negro" (Nicolás Guillén, Eduardo Carrasco) – 5:07 (con Chancho en Piedra)
2. "Premonición a la Muerte de Joaquín Murieta" (Pablo Neruda, Carrasco) – 4:19
3. "Oguere" (Popular cubana) – 4:03
4. "Entre morir y no morir" (Neruda, Sergio Ortega) – 5:42
5. "Ventolera" (Carrasco) – 2:32
6. "La Vida Total" (Manns, Carrasco) – 5:12
7. "El Canto de la Cuculí" (Carrasco) – 4:08
8. "La Muralla" (Guillén, Quilapayún) – 5:20
9. "El Aparecido" (Jara) – 4:21 (con Pancho Sazo del Congreso)
10. "Canción Final de la Cantata Santa María de Iquique" (Luis Advis) – 3:35

## Músicos

### Inti-Illimani Histórico
- Horacio Salinas – Voz, Guitarra, Charango
- José Seves – Guitarra, Cajón, Voz
- Horacio Durán – Charango, Cuatro, Charrango, Bombo legüero y Maracas
- Camilo Salinas – Piano, Acordeón y coros
- Jorge Ball – Quena, Flauta Traversa, Maracas y coros
- Fernando Julio – Contrabajo
- Danilo Donoso – Percusiones y coros

### Quilapayún
- Eduardo Carrasco – Vientos (quena, pincuyo, zampoña)
- Hernán Gómez – Guitarra, Charango
- Carlos Quezada – Percusiones
- Guillermo García – Guitarra, percusiones
- Hugo Lagos – Guitarra, Charango, Cuatro, Quena
- Ricardo Venegas – Guitarra, Quena
- Ismael Oddó – Guitarra

## Créditos
- Sonido: Eduardo Vergara, Víctor Seves, Jaime Valbuena
- Luces: Luis Reinoso
- Mezcla: Eduardo Vergara y Fernando Julio
- Masterización: Eduardo Vergara Arrayán Estudios
- Producción General: Alfredo Troncoso
- Producción Técnica: Sergio Vergara
- Producción Técnica de escenario: Juan Pablo Rojas
- Técnicos de Escenario: Juan Pablo Rojas y Cristian Aracena
- Diseño y Producción Gráfica Carátula: Sebastián Olivarí
- Logotipo Portada: Alfonso Siburo
- Ilustración Prisionero: Miguel Teijido
- Fotografías: Christina Azócar

- Datos: Q5919243